# Международная ассоциация по изучению боли
Международная ассоциация по изучению боли (англ. International Association for the Study of Pain) была основана в 1973 году как некоммерческая организация, которая поощряет исследования боли и болевых синдромов, оказывает помощь пациентам с острой и хронической болью. Ассоциация объединяет учёных, врачей, дантистов, медсестр, физиологов, физиотерапевтов и других профессионалов, которые работают в области управления болью. В настоящее время в IASP состоят более 7000 человек из 95 стран. Издаются научные журналы Отчеты PAIN, Журнал PAIN и PAIN: Клинические Обновления .

Насчитывается более 7200 участников из 125 стран, 96 отделений по всему миру . Также действуют 20 групп по особым интересам (SIG) .

## Группы особых интересов
- Боль в животе и тазу
- Острая боль
- Раковая боль (англ. Cancer pain)
- Клинические испытания
- Рефлекторная симпатическая дистрофия
- Этические и юридические проблемы в боли
- Генетика и боль
- Зуд
- Методология, синтез доказательств и реализация
- Скелетно-мышечная боль
- Нейромодуляция
- Невропатическая боль

## Международный год борьбы с болью
В 2004 году при поддержке различных отделений и федераций IASP, проводящих свои собственные локальные мероприятия и мероприятия по всему миру.
IASP инициировала свой первый «Международный год борьбы с болью под девизом "Облегчение боли должно быть правом человека"» . Ежегодно отмечаются разные виды боли человека:
- 2021: Боль в спине
- 2020: Профилактика боли
- 2019: Боль среди наиболее уязвимых
- 2018: Год передового опыта в обучении боли
- 2017: Послеоперационная боль
- 2016: Боль в суставах
- 2014–2015: Нейропатическая боль
- 2013–2014: Орофациальная боль
- 2012–2013: Висцеральная боль
- 2011–2012: Головная боль
- 2010–2011: Острая боль
- 2009–2010: Скелетно-мышечная боль
- 2008–2009: Боль при раке
- 2007–2008: Боль у женщин
- 2006–2007: Боль у пожилых людей
- 2005–2006: Боль у детей
- 2004–2005: Право на обезболивание

## Всемирный конгресс
IASP проводит раз в два года Всемирный конгресс боли , крупнейшее в мире собрание, посвященное боли. Также они проходят в виртуальном формате.
Программа включает пленарные заседания, семинары, стендовые доклады и курсы повышения квалификации. Участники могут получить кредиты на непрерывное медицинское образование .